# Parafia św. Józefa Robotnika w Woli Rusinowskiej
Parafia św. Józefa Robotnika w Woli Rusinowskiej – parafia rzymskokatolicka znajdująca się w Woli Rusinowskiej i należąca do diecezji sandomierskiej w dekanacie Raniżów. W 1968 wyodrębniona z parafii Majdan Królewski. Prowadzą ją księża diecezjalni. Kościół parafialny pw. św. Józefa Robotnika w Woli Rusinowskiej wybudowany w 1972. Do parafii należą Wola Rusinowska i Rusinów.

## Historia
Na początku należała do parafii Miechocin, potem do parafii Raniżów, a następnie do parafii Spie, część Woli Rusinowskiej (Gutowiec, Jeziórko i Poddziale) do parafii Dzikowiec. Od 1926 należała do parafii Majdan Królewski. W czasie II wojny światowej w miesiącach letnich, w niektóre niedziele odprawiano Mszę św. w salce szkolnej. W latach 1943–1945 Mszę św. odprawiano w baraku obok szkoły. Od roku 1946 w baraku poniemieckim, który zakupiono w Rzeszowie i przebudowano na kaplicę (rozebrana w 1974).

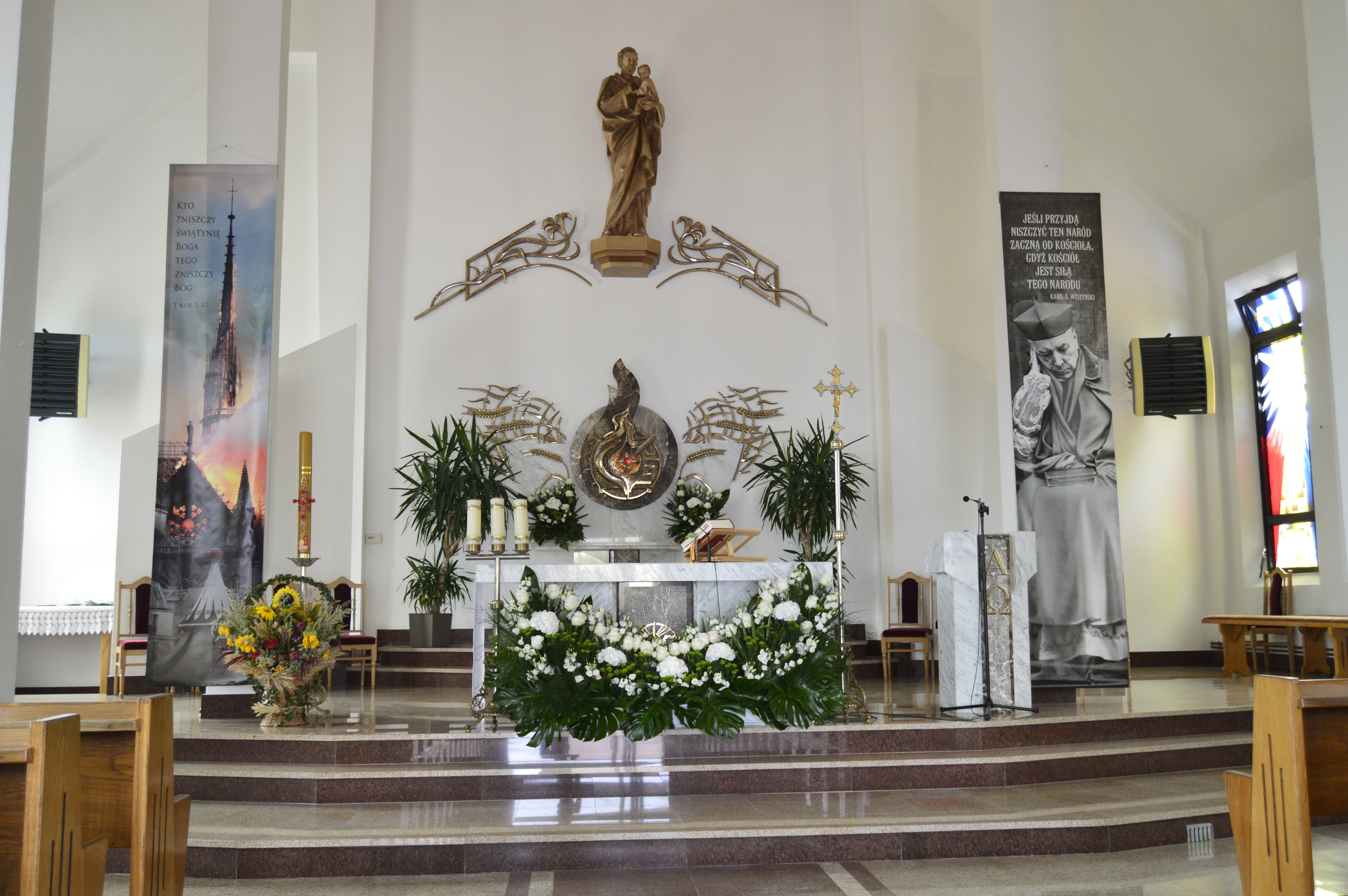
Kościół pw. św. Józefa Robotnika w Woli Rusinowskiej – wnętrze 2020 r.
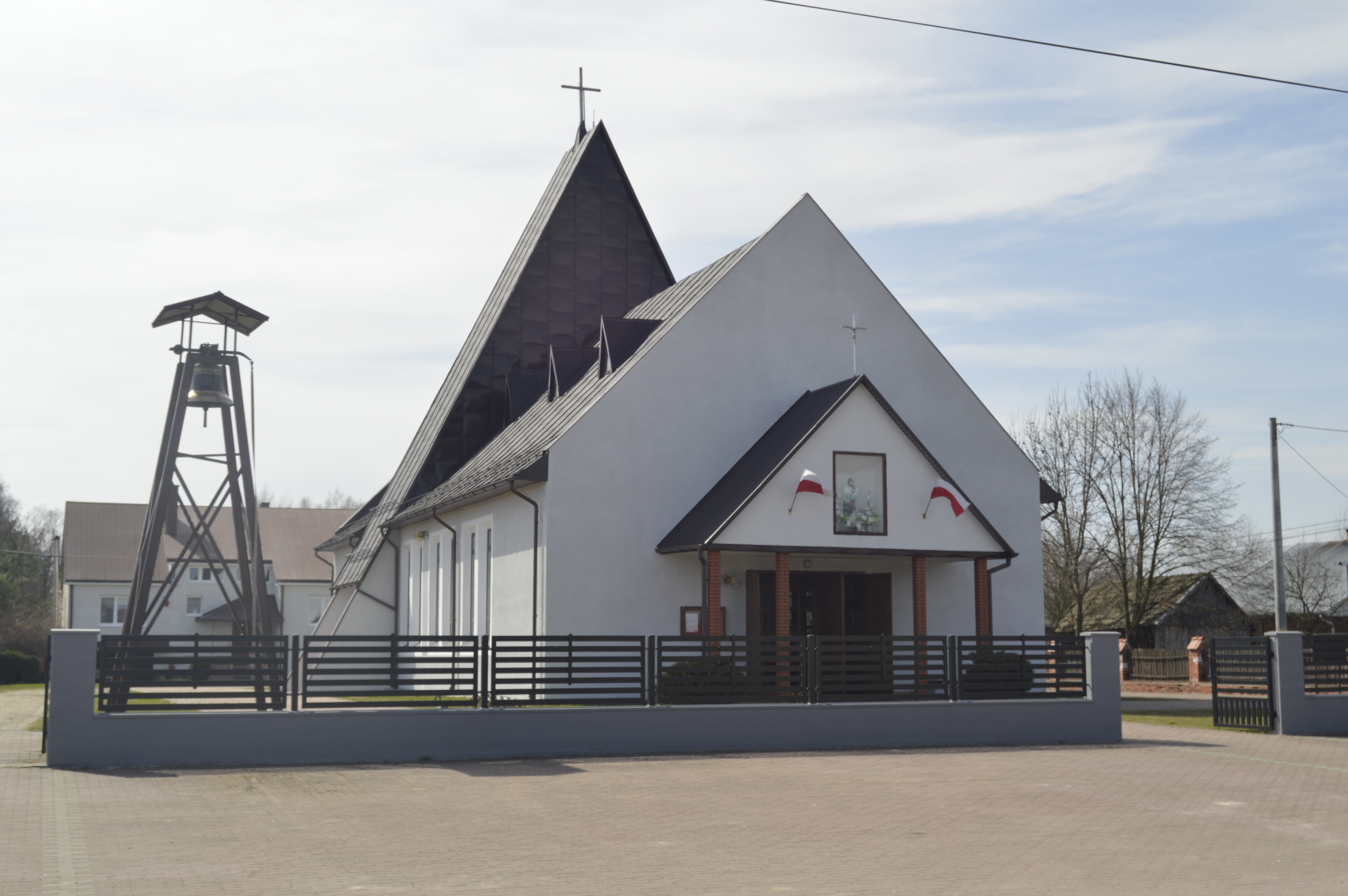
Kościół w Woli Rusinowskiej
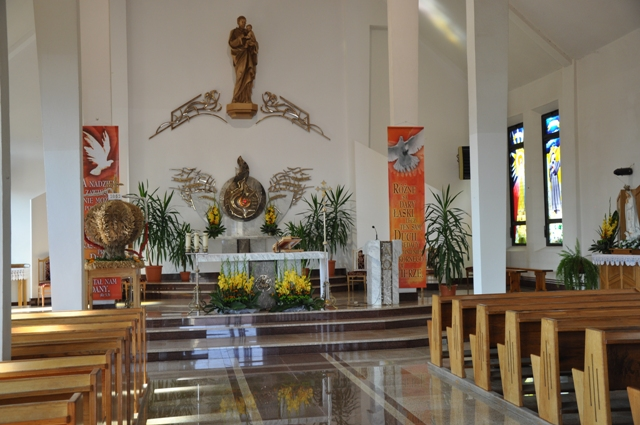
Wnętrze kościoła w Woli Rusinowskiej
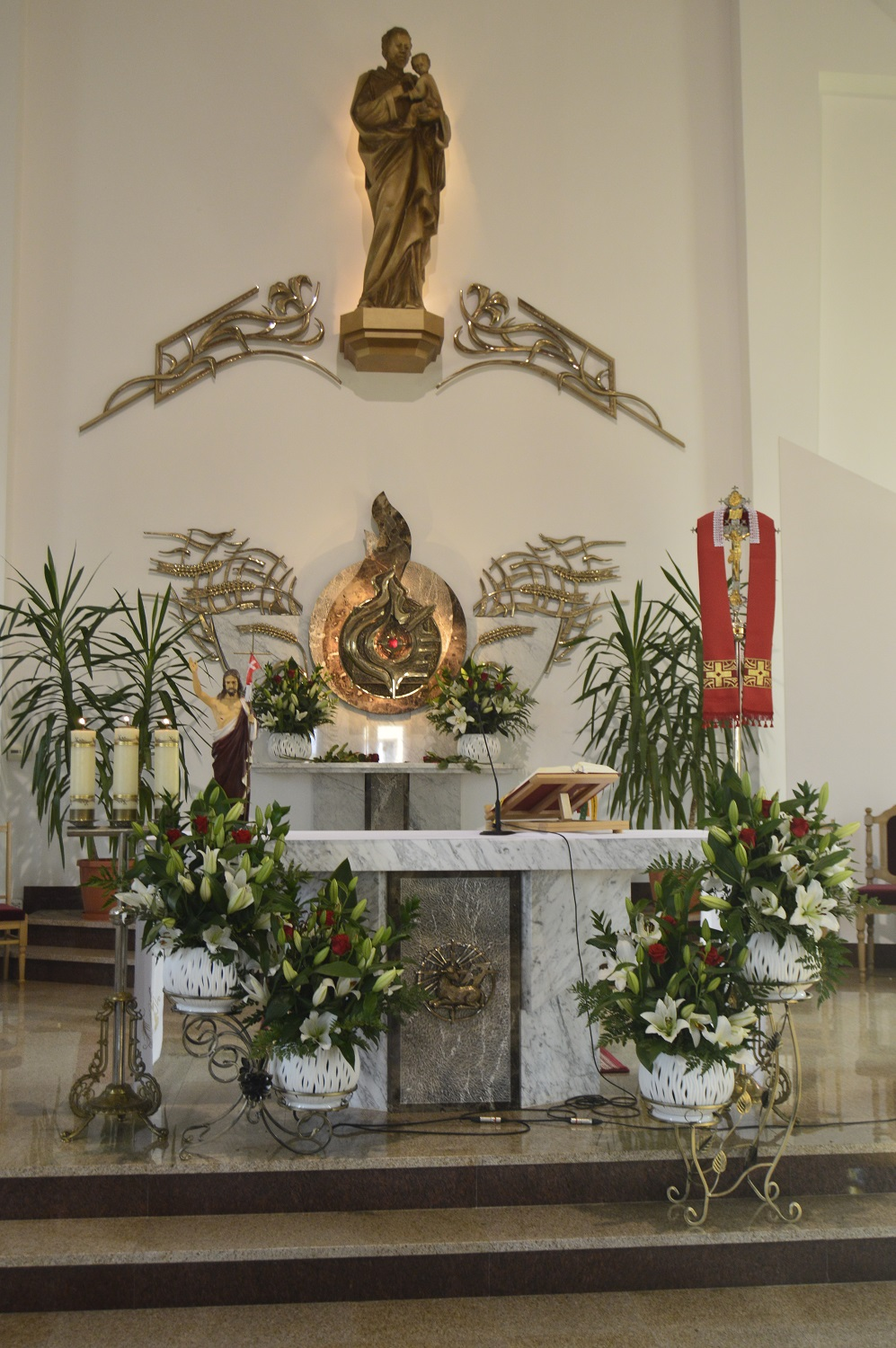
Wnętrze kościoła w Woli Rusinowskiej – ołtarz
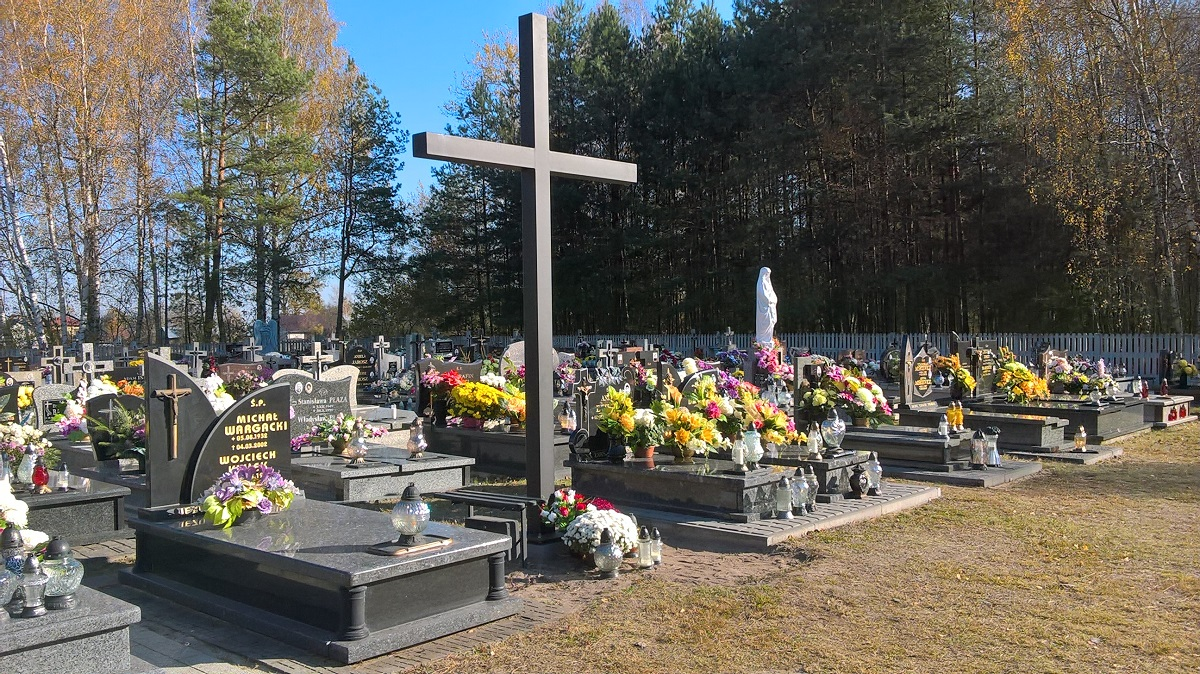
Cmentarz parafialny w Woli Rusinowskiej – 2021 r.
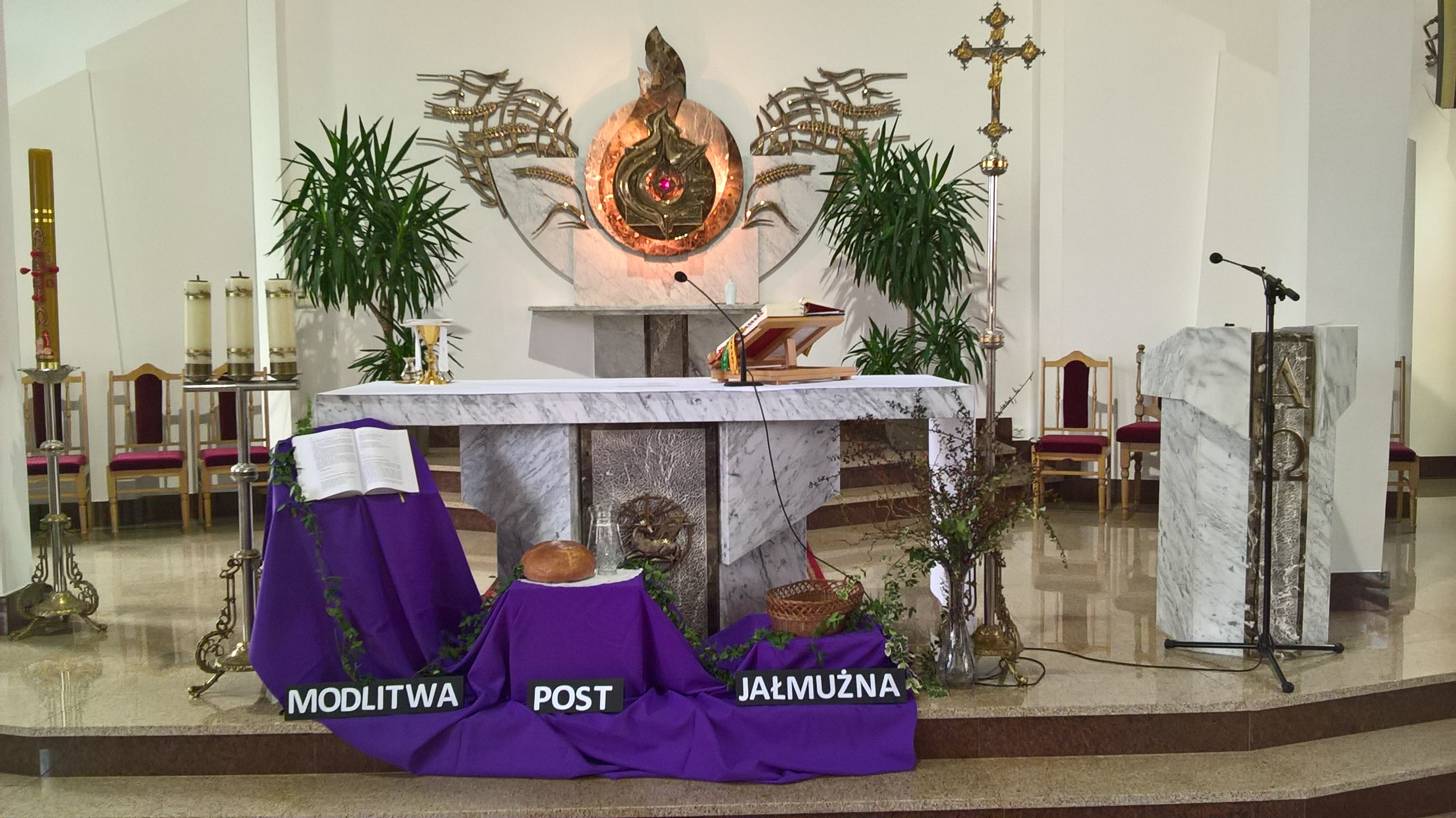
Kościół pw. św. Józefa Robotnika w Woli Rusinowskiej – wnętrze w 2021 r.